# Mauno Luukkonen
Mauno Luukkonen (* 14. April 1934 in Impilahti) ist ein ehemaliger finnischer Biathlet.
Mauno Luukkonen erreichte seinen Karrierehöhepunkt mit der Teilnahme an den Olympischen Winterspielen 1968 in Grenoble, wo er mit neun Fehlern und der 21. Laufzeit 31. wurde. Er begann beim ersten Liegendschießen mit vier Fehlern, im ersten Stehendanschlag traf er zweimal daneben und beim zweiten Liegendanschlag folgten drei Fehler. Nur beim letzten Stehendschießen blieb Luukkonen fehlerfrei.